# Musa Nizam
Musa Nizam (sinh 8 tháng 9 năm 1990) là một cầu thủ bóng đá Thổ Nhĩ Kỳ thi đấu ở vị trí hậu vệ cho Gaziantepspor mượn từ Trabzonspor.